# Distiana andrewsi
Distiana andrewsi är en insektsart som först beskrevs av Kirby 1900.  Distiana andrewsi ingår i släktet Distiana och familjen sköldstritar. Inga underarter finns listade i Catalogue of Life.